# Гренландський льодовиковий щит
76°42′ пн. ш. 41°12′ зх. д. / 76.7° пн. ш. 41.2° зх. д.

Мапа Ґренландії з глибинами льодовикового покриву

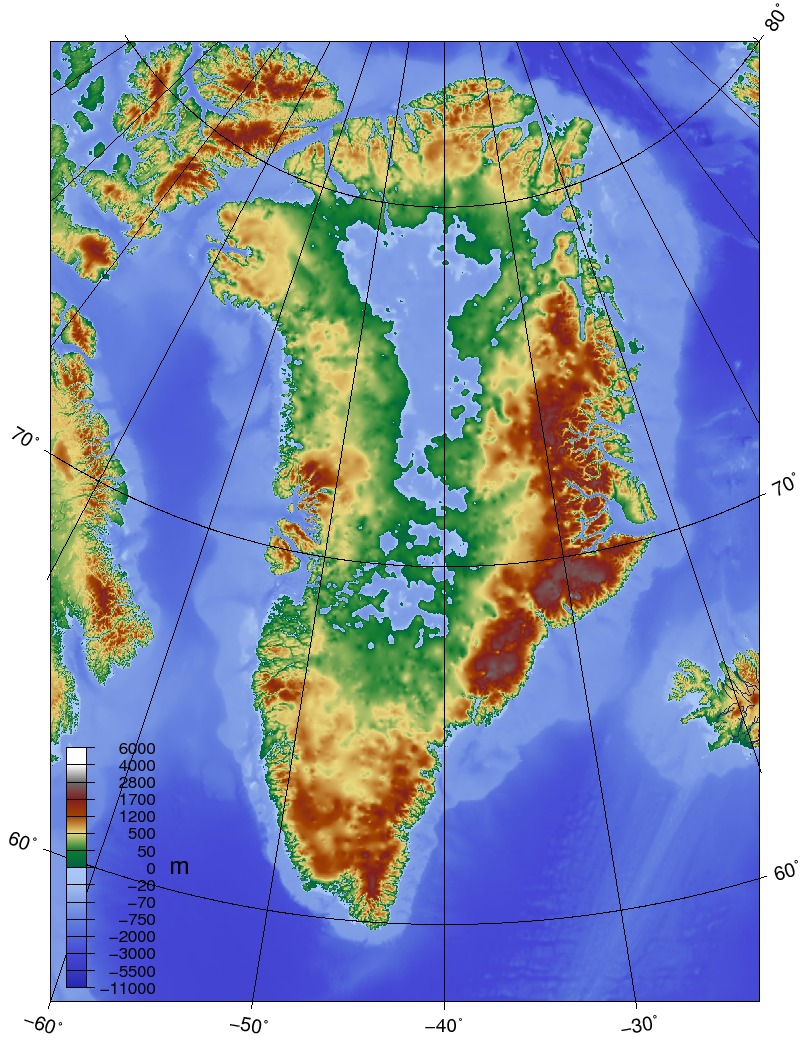
Мапа Ґренландії без льодовикового покриву

Гренландський льодовиковий щит (гренл. Sermersuaq) — льодовиковий щит площею 1,71 млн км², що покриває приблизно 80 % поверхні Гренландії. Це другий за величиною льодовиковий щит у світі, після антарктичного. Льодовиковий щит простягнувся на 2400 км з півночі на південь, найбільша ширина (1100 км) на широті 77° N, північний край. Середня висота льоду 2135 м товщина, як правило, понад 2 км і 3207 м в найвищому місці. Льодовиковий щит не єдиний льодовик острова — на узбережжі знаходяться ізольовані льодовики і малі льодовикові шапки, що охоплюють 76-100 тис. км² по периметру.
Під щитом розташовано Великий Каньйон Гренландії, що прямує на 750 км від північного узбережжя.

## Поверхня
Поверхня льоду найвище здіймається двома куполами і пасмом між ними, що простягається з півночі на південь, в центральній частині острова. Південний купол досягає майже 3000 м на широтах 63°-65°, північний — досягає близько 3290 м на широті близько 72°. Пасмо та куполи зміщені на схід від центральної осьової лінії Гренландії. Льодовиковий щит не досягає моря на значній частині узбережжя, через що не утворюються великі шельфові льодовики. Вивідні льодовики через гірські долини скидають лід в океан, утворюючи численні айсберги. Найвідомішим з вивідних льодовиків — Якобсгавн (гренл. Sermeq Kujalleq), швидкість від 20 до 22 м на добу.

## Історія
Вважається, що Гренландський льодовиковий щит утворився наприкінці пліоцену та початку раннього плейстоцену через злиття льодовиків і льодовикових шапок. Льодовиковий щит не мав розвитку взагалі до кінця пліоцену, але, розвивався вельми швидко під час першого континентального зледеніння. Найдавніший лід Гренландії має вік 110 000 років.
Через тиск мас льоду центральна частина Гренландії зазнала гляціоізостазію; якщо крига стане, Гренландія, швидше за все, виглядатиме як архіпелаг, принаймні до ізостазії, що здійме земну поверхню над рівнем моря, в черговий раз.

## Клімат
Температура на поверхні льодовика, як правило, істотно нижче, ніж в інших місцях в Гренландії. Найнижча середньорічна температура близько −31 °C, на північно-центральній частині купола на півночі, на півдні температура на вершині купола близько −20 °C. В зимовий період, льодовиковий покрив набуває блакитно-зеленого кольору. Влітку верхній шар льоду тане залишаючи бульбашки повітря в кризі, через що виглядає білим.
Льодовиковий щит, що складається з шарів стислого снігу понад 100 000 років, містить в своїй кризі сьогодні найцінніші записи минулих кліматичних умов. Вчені, використовують льодовикові керни для отримання інформації про температуру, рівень Світового океану, опади, хімічний і газовий склад нижніх шарів атмосфери, виверження вулканів, сонячну мінливість, продуктивність поверхні моря, межі поширення пустель, лісові пожежі минулих епох. Різноманітність кліматичної інформації в льодовикових кернах більша за будь-яку в інших природних записах кліматичних змін, на кшталт річних кілець дерев або осадових шарів.
Деякі вчені пророкують, що зміна клімату може призвести до танення льодовикового покриву, менш ніж за кілька сотень років, або й раніше. Якщо всі 2,85 млн км³ льоду розтануть, це призведе до глобального підвищення рівня моря на 7,2 м. Гренландські льодовики забезпечують 17 % від 3 мм щорічного підвищення рівня моря. У період 1996—2006 років швидкість танення льодовиків зросла з 50 до 150 км³/рік. Льодовик Кангерлуссуак (Kangerdlussuaq) на сході прискорився за 17 років у 3 рази, а льодовик Петермана (Petermann Brae) на півночі за 5 років збільшив швидкість, з якою він постачає лід в океан, удвічі. Прискорення руху льодовиків пов'язують із зростанням температури повітря, через що до ложа льодовиків може надходити більше рідкої води, яка грає роль змащувача. Відзначається також нестійкість багатьох гренландських льодовиків — варто незначно порушити їх рівновагу, і вони починають швидко руйнуватись.

## Дослідження
Багатовікові льоди Гренландського щита цікавлять науковців. У 1930 році експедицією під керівництвом Альфреда Вегенера заснована полярна станція Айсмітте, де на висоті близько 3000 м були проведені метеорологічні і гляціологічні дослідження. У 1952—1954 роках на льодовику діяла британська станція Норт-Айс. У 1960-х роках американськими військовими впроваджувався проект «Крижаний черв'як». В 1990-ті роки в рамках проекту «Greenland ice core project» була пробурена свердловина глибиною 3028 м до підмурі'я льодовикового щита.
Льодовиковий покрив Гренландії особливо вразливий до зміни клімату. Гренландський льодовиковий щит пережив рекорд танення в останні роки і, ймовірно, вносить істотний внесок у підвищенні рівня моря, а також у можливу зміну циркуляції океану в майбутньому. Площа тієї частини щита, яка зазнає танення, у період 1976—2002 років збільшилася на 16 %. Область танення у 2002 році побила всі попередні рекорди. Кількість льодовикових землетрусів (криготрусів) на льодовику Гельгейм і на льодовиках на північному заході Гренландії істотно зросла в 1993-2005 рр.. Згідно з даними 2006 року, Гренландський льодовиковий щит тане зі швидкістю близько 239 км³/рік. Пізніші дослідження, засновані на переробці та поліпшенні даних у 2003-2008 рр., подають 195 км³/рік
Льодовкоий покрив Гренландії в 1970-ті роки в середньому збільшувався на 47 млрд тонн льоду на рік, але з 1980-х років він втрачає масу. Швидкість втрати льоду за цей час зросла майже в шість разів, з 50 до 286 млрд тонн на рік в 2010-х.
13 лютого 2025 року, як повідомило видання Live Science, дослідники Швейцарського федерального технологічного інституту (ETH) у Цюріху, вперше, на Гренландському льодовиковому щиті зареєстрували нове сейсмічне явище, яке отримало назву — криготрус. Подібно до землетрусів криготруси виникають у товщі льодового покриву, коли лід тріскається і дві плити труться одна об одну. В даному випадку, дослідники зареєстрували «криготруси», опустивши оптоволоконний кабель у свердловину глибиною 2,7 км в Північно-Східному Гренландському крижаному потоці.